# اندیس مکی ۵
مکی ۵ یک اندیس فلزی است که در حوالی شهر اسپکه استان سیستان و بلوچستان قرار دارد و مادهٔ معدنی موجود در آن، مس است.سنگ میزبان این اندیس کربناته -آهک های ریفی و ماسه سنگ آهکی سازند فجن است و دیرینگی آن به دوران پالئوسن می‌رسد. 